# 和久宗是
和久 宗是（わく そうぜ）は、安土桃山時代から江戸時代初期にかけての武将・能書家。祐筆衆。老いて入道、自庵を称す。

## 生涯
天文4年（1535年）、三好氏家臣の河合氏の子として生まれる。やがて同じ三好氏家臣の和久掃部頭の養嗣子となり、和久又兵衛宗是と名乗った。和久氏は、先祖が室町幕府に仕え、後に三好氏に属して戦功があったという。
三好氏や足利将軍家に属していた宗是であったが、将軍家衰退に伴い織田信長に仕えた。天正10年（1582年）、本能寺の変で信長が横死すると豊臣秀吉へ出仕する。能書家・右筆として文官の職を努めるほか、武勇の士でもあった。同18年（1590年）の小田原征伐の際には、秀吉の側近として、伊達政宗と秀吉の間を取り持ち、政宗のため種々便益を計った。
慶長3年（1598年）、秀吉が没すると宗是は政宗に招かれて仙台へ来仙、2千石を賜り黒川郡大谷邑に住んだ。政宗は宗是を客礼をもってもてなした。
同19年（1614年）10月、大坂冬の陣が起こると、宗是は秀吉の恩願に報いるため、政宗に暇乞いをし大坂へ向かった。やがて、徳川氏と豊臣氏の間で和睦となるが、宗是は和議は一時的なもので再び乱が起こると察し、大坂へ留まった。
翌20年（1615年）4月、宗是の読み通り、大坂夏の陣が勃発。宗是は従者に別れを告げ、老齢のため甲冑の替わりに白綾を着て、兜を被っただけの姿で槍を手にし単騎で徳川勢へ突入、討死した。享年81。

## 系譜
- 父：河合某
- 母：名不詳
- 養父：和久掃部頭某
- 妻：和久掃部頭某の娘
  - 長男：和久宗昨（多病により廃嫡。のち宗昨の子の是信は200石にて仙台藩に仕える）
  - 次男：和久是安（豊臣秀頼に仕えていたが、元和2年（1616年）に伊達政宗に招かれ仙台藩に仕える）